# Кондор
Кондор је заједничко име за две врсте лешинара Новог света, обе смештене у монотипске родове. Кондор је највећа летећа птица на западној хемисфери.

## Систематика
- Андски кондор (Vultur gryphus) - насељава Анде
- Калифорнијски кондор (Gymnogyps californianus) - тренутно ограничен само на подручја западних обалских планина САД и Мексика и северних пустињских планина Аризоне у Сједињеним Државама

Кондори су део реда Cathartiformes, док је 15 врста лешинара Старог света смештено у фамилију Accipitridae, која такође укључује и орлове и јастребове. Лешинари Старог и Новог света еволуирали су од различитих предака. Међутим, обе фамилије се хране стрвинама и имају карактеристичне голе главе.

## Опис
Обе врсте кондора имају веома велики распон крила, с тим да андски кондор има већи распон крила, али је мањи за око пет центиметара (од кљуна до репа). Калифорнијски кондор је највећа копнена птица у Северној Америци. Андски кондор је, после албатроса луталице (3,5 метра), друга птица у свету по распону крила.
Перје одраслих јединки је равномерно црно, са изузетком белог украса који окружује врат, коју ове птице изузетно брижљиво негују. Као хигијенска адаптација, глава и врат кондора имају веома мало перја, што омогућава да се кожа излаже стерилизирајућим ефектима дехидрација и ултравиолетним зрацима на великим висинама. Глава је веома спљоштена одозго. Код мужјака се јавља и круница - меснати израштај или чешаљ, док је кожа на врату мужјака наборана. Кожа на глави има способност да значајно промени боју као одговор на емоционално стање, што они користе за комуникацију између јединки.
Средњи прст на нози је у великој мери издужен, док је задњи слабо развијен, а канџе на свим прстима су релативно равне и тупе. Стопала су на тај начин више прилагођена ходању, као код њихових рођака - рода, и не користе се као оружје или орган за хватање као код птица грабљивица или код лешинара Старог света. Женке су, што је супротно од уобичајеног међу птицама грабљивицама, мање од мужјака.
Иако је од калифорнијског кондора у просеку краћи за пет центиметара од кљуна до репа, андски кондор има већи распон крила, који се креће између 274 и 310 cm, и тежи - мужјаци достижу тежину од 11 до 15 килограма, а женке 7,5 - 11 килограма. Укупна дужина може да варира између 117 и 135 cm. Мере се обично узимају на јединкама које се узгајају у заточеништву.
Распон крила калифорнијског кондора достиже дужину од 2,9 m, а они могу да теже до 10,4 килограма. Кожа на врату може бити различите боје, зависно од старости птице. Боја коже одраслих јединки може да варира од крем, розе, жуте, до чак наранџасте током сезоне парења.

## Фосили
Фосилни остаци из плеистоцена пронађени су у разним деловима Северне Америке, укључујући Њујорк и Флориду, што је навело научнике на закључак да су калифорнијски кондори или њихови преци некада живели од западне обале Северне Америке па све до источне обале. Неки научници верују да је древни рођак кондора, врста Argentavis magnificens из Јужне Америке, можда био птица са највећим распоном крила икада, са чак 7 m дужине.

## Галерија
- Глава калифорнијског кондора
- Калифорнијски кондор лети изнад Великог кањона
- Бројем означен кондор, Велики кањон Колорада, Аризона
- Кондор, скулптура преинканске културе, 300. година п. н. е, Лима, Перу